# هيرمان ايرهارت
هيرمان ايرهارت (29 نوفمبر 1881 – 27 سبتمبر 1971) كان قائدفريكوربس خلال فترة الاضطراب في جمهورية فايمار ألمانيا 1918-1920، وكان قائد لواء البحرية الثاني، المعروف باسم لواء إيرهاردت أو لواء مارين إيرهاردت.
ولد في ديرسبرغ، الآن جزء من Hohberg، بادن فورتمبيرغ، وخدم في البحرية الإمبراطورية الألمانية برتبة كورفيتنكابيتان. قاد نصف الأسطول التاسع في معركة جوتلاند في مايو 1916. في وقت لاحق من الحرب شارك في القتال في جنوب بحر الشمال ومضيق دوفر. بحلول نهاية الحرب كان قائد الفيلق التاسع. عاد أسطول الطوربيد الذي قاده إلى سكوبا فلو في نوفمبر 1918، ثم إلى ألمانيا مع غالبية طاقمه بعد ذلك بوقت قصير.
بعد هزيمة الإمبراطورية الألمانية، شكل لواء إيرهارت الثاني. كان معارضًا قويًا لمعاهدة فرساي، وكان لديه آراء ملكية قوية. الثاني. وكان لواء البحرية قوة من حوالي 6000 رجل، قاتلت في شمال غرب ألمانيا ووسط ألمانيا وسيلسيا العليا  وفي بافاريا وشاركوا في انقلاب كاب الفاشلة عام 1920. بعد فشل الانقلاب، فر إرهاردت من ألمانيا، وعاد في وقت لاحق. في بافاريا، التي كان يحكمها غوستاف فون كار في ذلك الوقت،  قام بتشكيل منظمة القنصل،  التي أصبحت فيما بعد رابطة الفايكنج ( Bund Wiking )، وهي جمعية عسكرية سرية. 
بعد مرور ثلاث سنوات بعد انقلاب بير هول، رفض إيرهاردت ونائب قائده إيبرهارد كووتر مساعدة حزب أدولف هتلر النازي. تنافس إيرهارت في وقت لاحق على القيادة مع هتلر، لكنه لم ينجح، حيث انضم معظم رجال إيرهاردت إلى الحزب النازي. شارك في محاولات زعزعة استقرار النازيين نتيجةً لذلك وعمل وراء الكواليس لتشكيل تحالف بين زعيم المعارضة كتيبة العاصفة فالتر شتينز وزعيم الجبهة السوداء أوتو شتراسر.  في النهاية، لم تكن المبادرة ناجحة، حيث تخلى ستراس عن ستينس عندما علم أن الرجعي إهرهاردت كان وراء خطة ربط الزعيمين. 
كان إيرهاردت واحدًا من الأشخاص الذين كان من المخطط قتلهم خلال ليلة السكاكين الطويلة، لكنه تمكن من الفرار  إلى النمسا . تمت دعوته لاحقًا إلى ألمانيا النازية.  توفي في عام 1971 في برون ام فالد ‏، النمسا السفلى.

## روابط خارجية
- هيرمان ايرهارت على موقع مونزينجر (الألمانية)